# Modifizierte Subjektstheorie
Die modifizierte Subjektstheorie, früher unter dem Begriff Sonderrechtstheorie gebräuchlich, ist eine juristische Lehrmeinung. Sie dient der Bestimmung, ob eine streitentscheidende Norm dem öffentlichen Recht oder dem Privatrecht zuzuordnen ist.
Die Sonderrechtstheorie stellt sich der Subordinationstheorie entgegen und ersetzt deren Formel eines Über-/Unterordnungsverhältnisses zwischen Staat und Bürger durch die der „Subjektivierung“ des Verhältnisses. In ihrer ursprünglichen Form geht sie auf Otto Bachof zurück.

## Inhalt der Theorie
Der modifizierten Subjektstheorie oder auch modifizierten Sonderrechtstheorie oder Zuordnungstheorie zufolge ist eine Rechtsnorm (mit Regelungscharakter, vor allem als Grundlage für Verwaltungsakte oder zur Begründung sonstiger Rechtsverhältnisse) immer genau dann dem öffentlichen Recht zuzuordnen, wenn der Staat oder eine seiner Untergliederungen in ihrer Eigenschaft als solche Partei des Rechtsverhältnisses sind (und als solche einseitig rechtlich berechtigt oder verpflichtet werden). Sofern eine staatliche juristische Person nicht in ihrer Eigenschaft als Hoheitsträger, sondern nur in ihrer Eigenschaft als juristische Person Subjekt der Rechtsnorm ist, handelt es sich gerade nicht um Sonderrecht des Staates, weil die Tatsache, dass es sich um eine juristische Person gerade des öffentlichen Rechts handelt, eben nicht ausschlaggebend für die Zuordnung der Berechtigung oder Verpflichtung ist.
Ältere Abgrenzungstheorien sind die sogenannte Subordinationslehre und die strenge Subjektstheorie. Erstere geht davon aus, dass – anders als bei einem privatrechtlichen Verhältnis, in dem sich die Beteiligten gleichberechtigt gegenüberstehen – die Beteiligten sich im öffentlichen Recht in einem Über-/Unterordnungsverhältnis (Subordinationsverhältnis) zueinander befinden. Daran moniert die strenge Subjektstheorie, dass dies nicht den Grundsätzen einer freiheitlich-demokratischen Republik entspreche. In einer Republik könne der Staat nie Herr sein. Daher klassifiziert die strenge Subjektstheorie jegliches staatliche Handeln als öffentlich und hoheitlich und lehnt die Fiskusdoktrin ab, also die Lehre, dass der Staat auch als Privatrechtssubjekt handeln könne.

## Kritik
Beliebtes Beispiel, um diese Theorie ad absurdum zu führen, ist die Einordnung der staatlichen Begabtenförderung in öffentliches Recht durch das Oberlandesgericht Köln. Es wird oft angeführt, dass Studienförderung auch durch private Begabtenförderungsstiftungen gewährt wird. Die privat und freiwillig gewährten Studienförderungen unterliegen aber dem Privatrecht; die Ausgestaltung in ein dem öffentlichen Recht ähnliches Verhältnis obliegt den Vertragsparteien.
Und genau die Freiwilligkeit der Leistungen unterscheidet den privatrechtlichen vom öffentlich-rechtlichen Charakter. Der Staat hat die Leistungen zu erbringen. Der Beurteilung der Freiwilligkeit steht übrigens nicht entgegen, dass z. B. Stiftungskapital ggf. zweckgebunden ist.
Für die Einordnung der Rechtsnorm ist es also erforderlich zu prüfen, wen die Rechtsnorm als Träger von Rechten und Pflichten adressiert, und es ist deutlich zu unterscheiden, ob Vertragsparteien durch eine Rechtsnorm direkt adressiert werden oder ob durch sonstigen Vertrag eine Bindung an diese Vorschriften künstlich hergestellt wird.
Es sei angemerkt, dass ein Überordnungsverhältnis des Staates in aller Regel den freiheitlichen-demokratischen Grundsätzen des Grundgesetzes entspricht. Bei genauer Betrachtung aller staatlichen Handlungsweisen zeigt sich sofort, dass der Staat zum Beispiel immer ein oder mehrere Grundrechte seiner Bürger einschränkt. Jede Form von hoheitlichem Handeln bedingt per Definition ein Überordnungsverhältnis des Staates.
Weitere Beispiele für das Fehlschlagen der Subordinationstheorie sind beispielsweise öffentlich-rechtliche Verträge, bei denen ein Verhältnis der Über- und Unterordnung nicht gegeben ist, im Gegensatz zum Direktionsrecht des Arbeitgebers, dem Vormund eines minderjährigen Kindes oder auch dem gesetzlich bestellten Betreuer. Sind die Verträge eindeutig dem öffentlichen Recht zuzuordnen, entstammen die letzteren Beispiele dem Privatrecht.